# Hanzeland

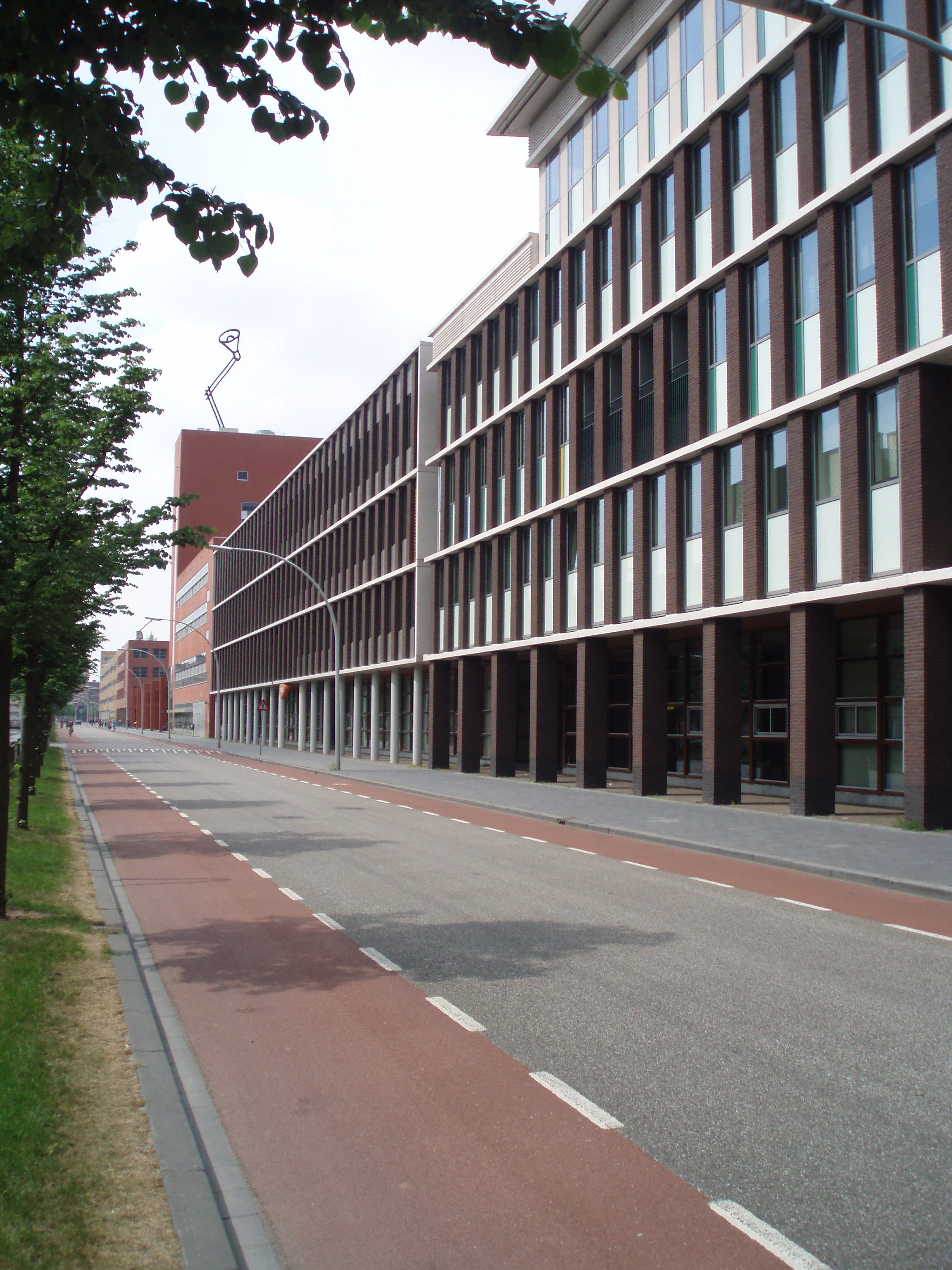
Koggelaan met op het eind het stadskantoor met daarop een kunstwerk

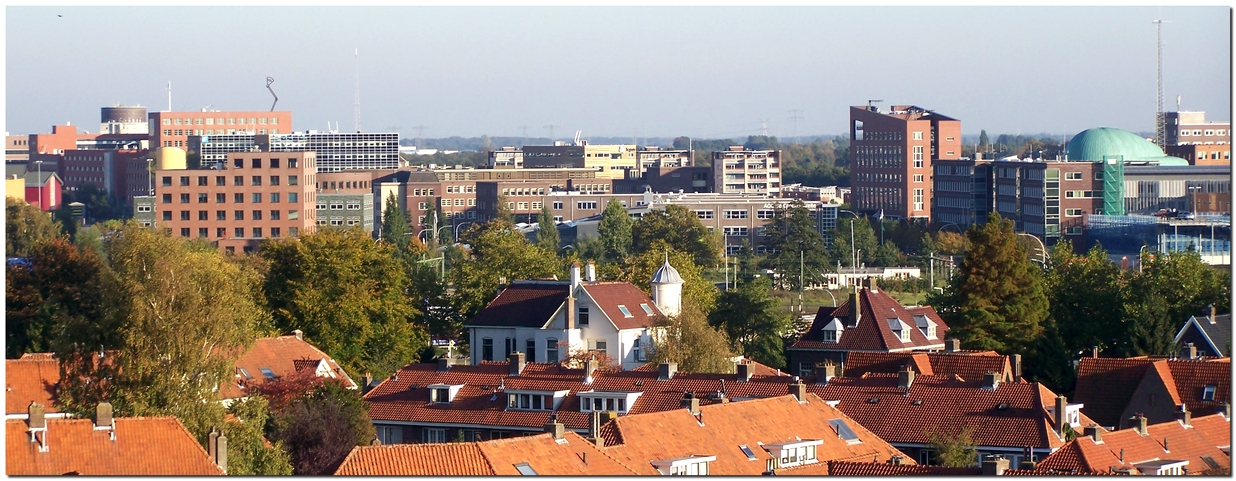
Zicht op de kantoren in Hanzeland

Hanzeland is een woonwijk, bedrijventerrein en kantoorpark in de Overijsselse hoofdstad Zwolle, in Nederland die in de jaren 1990 en de eerste helft van de jaren 2000 is ontwikkeld. Het gebied ontleent zijn naam aan het feit dat Zwolle tot de Hanzesteden behoorde.
Sinds de, latere, rond 2010 gestarte gebiedsontwikkeling Spoorzone Zwolle (waar Hanzeland een strategisch onderdeel van uitmaakt) worden beide gebiedsnamen soms tegelijk gebruikt en dan samengetrokken tot aanduidingen zoals Spoorzone-Hanzeland of Spoorzone/Hanzeland. Daardoor wordt in sommige publicaties vermoedelijk ook de term "Spoorzone Hanzeland" gebruikt (zonder koppelteken of schuine streep) die verwarrend kan zijn omdat daarmee de onterechte indruk wordt gewekt dat er in Zwolle zou worden uitgegaan van twee "spoorzones".
Relevante gebouwen en voorzieningen voor de stad Zwolle in de wijk zijn;
- Het stadskantoor
- Hoofdbureau van de politie
- Het Hanzebad(gesloopt)
- AOC De Groene Welle, een vmbo-school gespecialiseerd in landbouw.
- KPN
- Het werkplein, waar diverse instellingen als Centrum voor Werk en Inkomen (CWI) en uitzendbureau START gevestigd zijn
- Wärtsilä
- ProRail
- Icare
- Univé
- Randstad HR Solutions
- Immigratie- en Naturalisatiedienst

Hiernaast ligt in Hanzeland het Lübeckplein, waaronder een parkeergarage gebouwd is. Aan het plein zijn diverse horecagelegenheden gevestigd. Tussen 2004 en april 2011 was er in het kantoorgebouw Schellepoort van ProRail een kleine stationshal met toegang tot de perrontunnel van het station. Hier is sinds 2019 een Spar supermarkt gevestigd. 
Wijken: Aa-landen · Assendorp · Berkum · Binnenstad · Diezerpoort · Hanzeland · Holtenbroek · Ittersum · Kamperpoort-Veerallee · Marsweteringlanden · Poort van Zwolle · Schelle · Soestweteringlanden · Stadshagen · Vechtlanden · Westenholte · Wipstrik

Buurten: Aalanden-Midden · -Noord · -Oost · -Zuid · Bagijneweide · Berkum · Binnenstad-Noord · -Zuid · Bollebieste · Breecamp · Breezicht · Brinkhoek · De Tippe · Dieze-Centrum · Frankhuis · Gerenbroek · Gerenlanden · Geren · Haerst · Hanzeland · Harculo en Hoog-Zuthem · Herfte · Het Noorden · Hogenkamp · Holtenbroek I · II · III · IV · Indische Buurt · Ittersumerbroek · Ittersumerlanden · Kamperpoort  · Katerveer-Engelse Werk · Langenholte · Mastenbroek · Meppelerstraatweg-Zuid · Milligen · Nieuw-Assendorp · Noordereiland · Oldenelerbroek · Oldenelerlanden-Oost · -West · Oud-Assendorp · Oud-Westenholte · Oud Ittersum · Oud Schelle · Pierik · Schelle-Zuid en Oldeneel · Schellerbroek · Schellerhoek · Schellerlanden · Schildersbuurt · Schoonhorst · Spoolde · Stadsbroek · Stationsbuurt · Tolhuislanden · Veerallee · Veldhoek · Vreugderijk · Werkeren · Westenholte-Stins · Wezenlanden · Wijthmen · Windesheim · Wipstrik-Noord · -Zuid · Zwolle-Zuid

Bedrijventerreinen: Floresstraat · Hanzeland · Hessenpoort · Marslanden (-Noord · -Zuid) · Oosterenk · Voorst (Voorst-A · Voorst-B · Voorst-C) · Voorsterpoort · De Vrolijkheid